# Tipus hipotètics de bioquímica
Els tipus hipotètics de bioquímica són els diferents tipus de bioquímiques especulatives de formes de vida extraterrestre radicalment diferents de les que es coneixen a la Terra. Inclou les bioquímiques que utilitzen elements altres que el carboni en funcions estructurals i fisiològiques bàsiques i/o que utilitzen solvents altres que l'aigua. Les teories sobre vida extraterrestre basada en aquestes bioquímiques alternatives són habituals a la ciència-ficció, però també se'n parla en contextos científics. Per exemple, una comissió del Consell de Recerca Nacional dels Estats Units publicà l'any 2007 un informe de 116 pàgines sobre «químiques biòtiques alternatives hipotètiques».

## Quiralitat
La bioquímica alternativa menys rara seria possiblement una que tingués biomolècules amb una quiralitat diferent. La vasta majoria d'aminoàcids de la vida coneguda a la Terra tenen la forma L, mentre que els glúcids tenen la forma D. Les propietats químiques de les molècules de quiralitat diferent són idèntiques a les de les seves formes especulars, cosa que suggereix la possibilitat que existeixin organismes que utilitzin aminoàcids D i/o sucres L. Tanmateix, les molècules amb aquesta quiralitat no serien compatibles amb els organismes que utilitzen molècules de quiralitat inversa. S'ha posat en dubte que l'existència d'aquesta bioquímica pugui ser realment diferent; tot i ser una estereoquímica diferent, les molècules que existeixen principalment en un enantiòmer en la vasta majoria d'organismes també existeixen sovint en un altre enantiòmer en organismes diferents (sovint basals), com per exemple quan es comparen els arqueus amb altres dominis. La pregunta de si una estereoquímica alternativa representa una diferència fonamental encara és oberta.

## Ús d'elements diferents del carboni
Hi ha hagut especulació entre els científics sobre els avantatges i els inconvenients d'utilitzar àtoms d'elements altres que el carboni per formar les estructures moleculars necessàries per a la vida, però encara no s'ha proposat cap teoria que expliqui l'ús d'aquests àtoms per formar la maquinària molecular requerida. Tanmateix, com que els humans són organismes a base de carboni i mai s'ha descobert vida a l'exterior dels medis de la Terra, el fet d'excloure tots els altres elements es pot considerar xovinisme del carboni.

### Silici
L'element citat més sovint com a base d'un sistema bioquímic alternatiu és el silici, car té moltes propietats químiques semblants a les del carboni i forma part del mateix grup de la taula periòdica, el grup del carboni. De manera similar al carboni, el silici pot formar molècules prou grans per contenir informació biològica.
Tanmateix, el silici presenta diversos inconvenients com a alternativa al carboni. A diferència del carboni, no és gaire versàtil a l'hora de formar enllaços químics amb tipus diversos d'àtoms, que és la clau de la versatilitat química que requereix el metabolisme. Els elements que poden crear grups funcionals orgànics amb el carboni inclouen l'hidrogen, l'oxigen, el nitrogen, el fòsfor, el sofre i metalls com ara el ferro, el magnesi i el zinc. En canvi, el silici interacciona amb molt pocs altres tipus d'àtoms. A més, en les seves interaccions amb altres àtoms, el silici crea molècules que han estat descrites com a «monòtones en comparació amb l'univers combinatori de les macromolècules orgàniques». Això és degut al fet que els àtoms de silici tenen una massa i un radi atòmic molt més grans, cosa que dificulta la formació d'enllaços covalents dobles o triples, de gran importància pels sistemes bioquímics.

### Nitrogen i fòsfor
El nitrogen i el fòsfor també poden servir de base de molècules bioquímiques. Igual que el carboni, el fòsfor pot formar molècules concatenades llargues per si sol, cosa que li permetria formar macromolècules complexes si no fos tan reactiu. Tanmateix, en combinació amb nitrogen pot formar enllaços covalents molt més estables i crear una gran varietat de molècules, incloent-hi anells (un tipus de compostos anomenats fosfazens).
Aproximadament el 78% de l'atmosfera terrestre és nitrogen, però és improbable que un organisme a base de fòsfor-nitrogen el pogués aprofitar, car el nitrogen molecular (N₂) és gairebé inert i el seu enllaç triple fa que calgui molta energia per fixar-lo (les plantes com ara les llegums poden fixar nitrogen mitjançant bacteris simbiòtics que es troben als seus nòduls radicals). Una atmosfera rica en diòxid de nitrogen (NO₂) o amoníac (NH₃) seria més útil per aquest tipus d'organisme. El nitrogen també forma diversos òxids, com ara el monòxid de nitrogen, l'òxid de dinitrogen i el tetraòxid de dinitrogen, que es podrien trobar en una atmosfera rica en diòxid de nitrogen.

### Altres elements bioquímics exòtics
- L'arsènic té propietats químiques semblants a la del fòsfor. Tot i ser verinós per la majoria de formes de vida terrestres, alguns organismes l'incorporen a la seva bioquímica.[4] Algunes algues marines incorporen arsènic a molècules orgàniques complexes com ara arsenosucres i arsenobetaïnes. Els fongs i bacteris poden generar compostos d'arsènic metilats volàtils. S'ha observat reducció d'arsenats i l'oxidació d'arsenites en microbis (Chrysiogenes arsenatis).[5] A més, alguns procariotes poden utilitzar arsenats com a acceptor d'electrons terminal durant el creixement anaeròbic i alguns d'ells poden utilitzar arsenites com a donador d'electrons per generar energia. S'ha especulat amb la possibilitat que els primers organismes que aparegueren a la Terra haguessin utilitzat arsènic en lloc de fòsfor com a base estructural de l'ADN.[6]
- La química del bor és possiblement encara més variable de la del carboni, car és capaç de formar conglomerats polièdrics i un enllaç de tres centres i dos electrons. Els borans són perillosament explosius a l'atmosfera terrestre però serien més estables en un medi reductor. Tanmateix, l'escassetat de bor a nivell còsmic en fa una base de la vida menys probable que el carboni.
- Alguns metalls poden combinar-se amb oxigen per formar estructures molt complexes i tèrmicament estables comparables a les dels compostos orgànics. En són un exemple els heteropoliàcids. Alguns òxids metàl·lics també s'assemblen al carboni pel que fa a la seva capacitat de formar tant estructures de nanotubs com cristalls similars als diamants (com ara zirconis cúbics). El titani, el magnesi i el ferro són més abundants que el carboni a l'escorça terrestre. Això obre la possibilitat que existeixin formes de vida a base de metalls en determinades condicions, incloent-hi condicions adverses per la vida a base de carboni (com ara temperatures elevades).
- El sofre també pot formar molècules de cadena llarga, però té els mateixos problemes d'alta reactivitat que els fòsfors i els silans. L'ús del sofre com a alternativa biològica al carboni és purament teòric, especialment si es té en compte que el sofre només sol formar cadenes lineals i no pas ramificades. Tanmateix, l'ús biològic del sofre com a alternativa a l'oxigen és comú; s'han descobert soques de bacteris reductors del sofre a llocs exòtics i no tan exòtics de la Terra, com ara sistemes hídrics vells. Aquests bacteris són capaços d'utilitzar sofre elemental en lloc d'oxigen, reduint-lo a sulfur d'hidrogen. En són exemples els bacteris verds del sofre i els bacteris porpres del sofre. S'han trobat exemples de microorganismes que metabolitzaven sofre elemental fins fa 3.500 milions d'anys.[7]
- Els medis pobres en hidrogen o fortament oxidants podrien permetre l'aparició d'una biologia a base de carboni que utilitzés poc o gens d'hidrogen. Aquests organismes "sense hidrogen" utilitzarien oxocarbonis (com ara anhídrid mel·lític) en lloc d'hidrocarburs com a elements estructurals.

## Dissolvents diferents de l'aigua
A més de compostos carbònics, tots els organismes terrestres coneguts fins ara utilitzen aigua com a solvent. A vegades s'assumeix que l'aigua és l'única substància apropiada per aquest fi. Algunes propietats de l'aigua importants pels processos biòtics inclouen un gran amplitud de temperatures en què és líquida, una gran capacitat calorífica útil per la regulació de la temperatura, una calor de vaporització elevada i la capacitat de dissoldre una gran varietat de compostos. L'aigua també és amfòtera, és a dir, pot donar o acceptar protons, cosa que li permet actuar com a àcid o base. Aquesta propietat és essencial per moltes reaccions orgàniques i bioquímiques en què l'aigua actua com a solvent, reactiu o producte. Hi ha altres substàncies amb propietats similars i que han estat proposades com a alternatives. A més l'aigua, és l'únic compost dels que es llisten aquí que és menys dens en estat sòlid (gel) que en estat líquid. És per això que les masses d'aigua es glacen a la superfície però no de dalt a baix. Si el gel fos més dens que l'aigua líquida (com és el cas de gairebé tots els altres compostos), les grans masses d'aigua es glaçarien a poc a poc, circumstància desfavorable per l'aparició de la vida.

### Amoníac
L'amoníac és possiblement l'alternativa proposada més sovint. Les solucions d'amoníac possibiliten moltes reaccions químiques i l'amoníac líquid és semblant a l'aigua en alguns aspectes. L'amoníac pot dissoldre la majoria de molècules orgàniques almenys tan bé com l'aigua, a més de ser capaç de dissoldre la majoria de metalls elementals. Aquestes propietats han portat a teories sobre la possible viabilitat de la vida a base d'amoníac.

### Metà
Una mescla d'hidrocarburs, com per exemple els llacs de metà/età detectats a Tità per la sonda Cassini, podria actuar com a solvent en un ventall ampli de temperatures però mancaria de polaritat. Es debat l'efectivitat del metà com a medi biòtic en comparació amb l'aigua i l'amoníac. Tot i que l'aigua és un solvent molt més eficaç que el metà, cosa que facilita el transport de substàncies dins d'una cèl·lula, la menor reactivitat química del metà permet que es formin més fàcilment estructures grans similars a proteïnes. El bioquímic i autor de ciència-ficció Isaac Asimov suggerí que els polilípids podrien substituir les proteïnes en un solvent no polar com ara el metà o l'hidrogen líquid.

### Fluorur d'hidrogen
Igual que l'aigua, el fluorur d'hidrogen és una molècula polar, cosa que li permet dissoldre molts compostos iònics. El seu punt de fusió es troba a –84 °C i el seu punt d'ebullició a 19,54 °C (a pressió atmosfèrica); la diferència entre ambdós és d'una mica més de 100 °C. El HF també forma enllaços d'hidrogen amb les molècules veïnes, com l'aigua i l'amoníac. Això faria del HF un medi potencial per la vida en altres planetes.

### Altres solvents
S'han proposat altres solvents com ara la formamida, el metanol, el sulfur d'hidrogen i el clorur d'hidrogen. El clorur d'hidrogen és un candidat menys probable a causa de l'escassetat còsmica de clor, mentre que el sulfur d'hidrogen ho és per la seva alta reactivitat. A més, no es creu que els dos primers es puguin trobar en grans quantitats a escala planetària, sinó que només formarien part de la fisiologia interna dels organismes.
S'ha proposat l'existència de vida a Mart que utilitza una mescla d'aigua i peròxid d'hidrogen com a solvent. Una mescla al 61,2% (en pes) d'aigua i peròxid d'hidrogen té el punt de congelació a 56,5 °C i tendeix a subfondre en lloc de cristal·litzar. També és higroscòpica, un avantatge en un medi pobre en aigua.

### Altes temperatures
A temperatures extremament elevades, l'aigua i la majoria de compostos moleculars ja han estat evaporades. Una sal fosa o una mescla eutèctica d'aquestes sals podria romandre líquida i servir de solvent.